# Timandra amatoria
Timandra amatoria là một loài bướm đêm trong họ Geometridae.